# Donna Summer

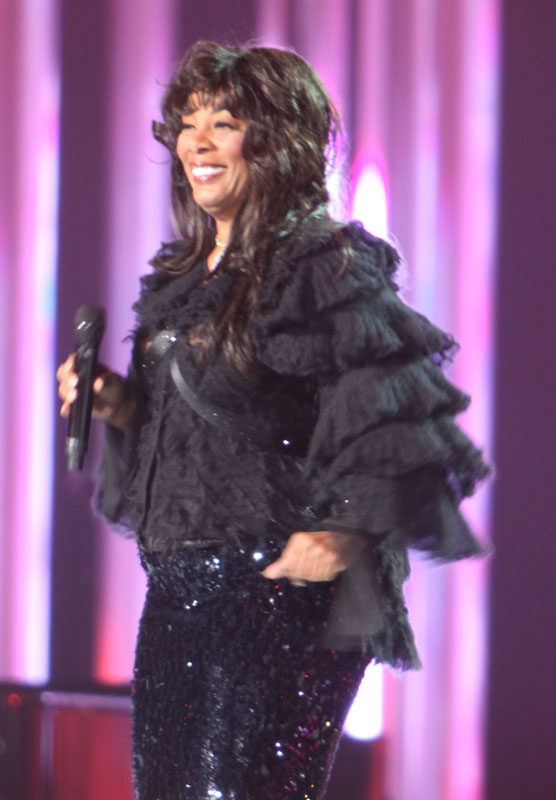
Donna Summer 2009

LaDonna Adrian Gaines, mest känd under artistnamnet Donna Summer, född 31 december 1948 i Boston, Massachusetts, död 17 maj 2012 i Naples, Florida, var en amerikansk populärsångerska och låtskrivare som hade stora internationella framgångar under discoåren.

## Biografi
Donna Summer hade en stor mängd hits under 1970-talets discoera vilket gav henne epitetet "The Queen of Disco". Sitt artistnamn fick hon av den österrikiske skådespelaren Helmut Sommer som hon under två år var gift med. På hennes första stora singelhit The Hostage (som låg etta på hitlistorna i Tyskland, Frankrike och Belgien) var namnet felstavat på skivetiketten och Donna Sommer blev Donna Summer. 
Hennes första album, Lady Of The Night från 1974, släpptes enbart i Europa, och innehåller låtar som The Hostage, Lady Of The Night och Full Of Emptiness. Donna Summers stora genombrott kom 1975 då Pete Bellotte producerade låten Love To Love You, Baby i Musicland Studios. På begäran av Neil Bogart, Casablanca Records ägare och VD, mixades den tre minuter långa låten om till en 17 minuter lång disco-orgie, och succén var ett faktum. Detta var också inledningen till Donna Summers långa och fruktsamma samarbete med producentparet Pete Bellotte och Giorgio Moroder. Samarbetet har resulterat i hits som Try Me, I Know We Can Make It, Could It Be Magic, I Feel Love, I Remember Yesterday, I Love You, Rumour Has It, Last Dance (som 1978 belönades med en Oscar för bästa sång), On the Radio, Bad Girls, Hot Stuff, Dim All The Lights, The Wanderer och Carry On. 
Summer har även samarbetat med kända producenter som Quincy Jones (State Of Independence och Love Is In Control (Finger On The Trigger), det engelska teamet Stock Aitken Waterman (This Time I Know It's For Real), och Barbra Streisand (No More Tears (Enough Is Enough))
Hon skrev också låtar till andra, som Starting Over Again, vilket 1980 blev en hitlåt med Dolly Parton.
Donna Summer var från 1980 och fram till sin död 2012 i lungcancer gift med Bruce Sudano, en av medlemmarna i gruppen Brooklyn Dreams. Med honom hade hon döttrarna Brooklyn och Amanda Grace. I sitt första äktenskap med Sommer fick hon dottern Mimi. I slutet av sitt liv bodde hon med sin familj i Nashville, Tennessee och i New York. Donna Summer var även konstnär. 
Den svenska publiken fick aldrig se Donna Summer på konsertscenen, men hon besökte Sverige vid ett tillfälle, hösten 1987, i samband med en TV-inspelning på Jacobs stege för SVT som sändes 24 oktober 1987. I samband med detta besök besökte hon även Pingstkyrkan i Jönköping där hon framförde kristna låtar med kör under ledning av Kjell Lönnå. Jönköpingsposten skrev om detta vid den tidpunkten, men digital källa saknas.

## Diskografi

### Studioalbum
- 1974 - Lady of the Night
- 1975 - Love to Love You Baby
- 1976 - A Love Trilogy
- 1976 - Four Seasons of Love
- 1977 - I Remember Yesterday
- 1977 - Once Upon a Time...
- 1978 - Live and More
- 1979 - Bad Girls
- 1980 - The Wanderer
- 1982 - Donna Summer
- 1983 - She Works Hard for the Money
- 1984 - Cats Without Claws
- 1987 - All Systems Go
- 1989 - Another Place and Time
- 1991 - Mistaken Identity
- 1994 - Christmas Spirit
- 2008 - Crayons[4]

## Årtal i hennes karriär
- 1968 lämnade Donna USA för att delta i en västtysk uppsättning av musikalen Hair.
- 1971 spelade hon in sin första skiva, Sally Go 'Round The Roses under namnet Donna Gains.
- 1974 fick hon sin första europeiska hit med The Hostage.
- 1975 fick hon sin första USA-hit med Love to Love You, Baby.
- 1980 blev Donna den första artist som skrev kontrakt med nybildade  Geffen Records där bland annat John Lennon spelade in sin sista skiva.
- 1992 förärades Donna en stjärna på Hollywood Walk of Fame.
- 1998 fick hon tillsammans med Giorgio Moroder en Grammy Award för remixen av Carry On.
- 2004 valdes hon, tillsammans med Giorgio Moroder, Bee Gees och Barry White, in som de första medlemmarna i Dance Music Hall Of Fame.

## Övrigt
1968 var Donna Summer modell för "Super-sexy-mini-flower-pop-op-cola – alles ist in Afri-Cola"-kampanjen för Afri-Cola av Charles Paul Wilp.